# Drosophila levii
Drosophila levii este o specie de muște din genul Drosophila, familia Drosophilidae, descrisă de Tsacas în anul 1988.
Este endemică în New Caledonia. Conform Catalogue of Life specia Drosophila levii nu are subspecii cunoscute.